# Temporada 2019 de la Liga Femenina de Básquetbol
La Temporada 2019 de la Liga Femenina de Básquetbol fue la tercera temporada de la liga de baloncesto femenina creada por la Asociación de Clubes y organizada por la misma junto con la CABB. La temporada comenzó con una serie de campus deportivos para la captación de jugadoras en distintas regiones del país y formalmente con la disputa de la Supercopa entre los dos clubes ganadores en la pasada temporada.
Respecto la temporada pasada, la cantidad de participantes bajó a cinco por la deserción de Unión Florida, Ameghino de Villa María y Las Heras de Mendoza.
El primer torneo se disputó del 9 de marzo al 5 de abril, cerrando con un final four disputado en el Microestadio del Club Atlético River Plate en Buenos Aires. En dicho evento resultó campeón Deportivo Berazategui. El segundo torneo se jugó del 18 de mayo al 13 de julio y se definió con un final four en el Estadio Obras Sanitarias, en Buenos Aires, donde Quimsa resultó campeón.

## Equipos participantes
| Club                  | Localidad                                | Estadio                                            | Capacidad |
| --------------------- | ---------------------------------------- | -------------------------------------------------- | --------- |
| Deportivo Berazategui | Berazategui, Buenos Aires                |                                                    |           |
| Obras Basket          | Ciudad de Buenos Aires                   | Estadio Obras Sanitarias                           | 3000      |
| Quimsa                | Santiago del Estero, Santiago del Estero | Estadio Ciudad                                     | 4000      |
| Tomás de Rocamora     | Concepción del Uruguay, Entre Ríos       | Estadio Julio César Pacagnella                     | 1000      |
| Vélez Sarsfield       | Ciudad de Buenos Aires                   | Microestadio Vélez Sarsfield; Estadio Víctor Barba | 1500      |

## Formato de competencia
La temporada cuenta con dos torneos y cada torneo cuenta con dos etapas, la fase regular y los play-offs. Durante la fase regular los equipos se enfrentan todos contra todos dos veces, una vez en cada estadio. Los equipos reciben dos puntos por victoria y un punto por derrota y con base a eso se los ordena en una tabla de posiciones. Los primeros tres de la tabla acceden al final four mientras que el cuarto y el quinto equipo disputan una serie al mejor de tres partidos para acceder al final four.
Los ganadores de los dos torneos se enfrentarán en la Súper Copa Femenina.

## Supercopa
La Supercopa es el partido que reúne a los dos equipos campeones de la temporada pasada y entre ellos disputan el campeonato de la temporada. El ganador del partido viajará a Brasil para enfrentarse con el campeón de dicho país en el partido correspondiente al torneo Interligas. El campeón fue Quimsa de Santiago del Estero que logró la primera edición de esta copa. Además, se designó a la mejor jugadora del partido, premio que ganó Andrea Boquete.
| 21 de febrero, 21:00 | Quimsa                                                                                      | 74–64                | Deportivo Berazategui                                                 | La Plata |  |
|                      | Parciales: 20-12, 21-8, 17-19, 16-25                                                        |                      |                                                                       | |  |
|                      | Estadísticas Luciana Delabarba y Andrea Boquete 18 Luciana Delabarba 11 Luciana Delabarba 6 | Reporte Pts Reb Asts | Estadísticas 16 Agustina García 9 Mayra Leiva Roux 4 Mayra Leiva Roux | Pabellón: Polideportivo Víctor Nethol Árbitros: * Micaela Prado * Karina Baccarelli * Florencia Benzer Televisión: DeporTV |  |

## Desafío Interligas
El Torneo Interligas, o Desafío Interligas también, enfrentó a los equipos campeones de la temporada 2018 de la Liga Femenina argentina y de la LBF CAIXA de Brasil y además fue el inicio de la temporada de la liga brasilera. El ganador del partido y del torneo fue el elenco local.
| 24 de febrero, 16:00 (UTC–2) | Vera Cruz Campinas                             | 70–64                | Quimsa                                                                  | Campinas, SP, Brasil             |  |
|                              | Parciales: 18-7, 16-17, 17-28, 19-12           |                      |                                                                         |                                  |  |
|                              | Estadísticas Mariana Dias 19 Ariadna 12 Babi 8 | Reporte Pts Reb Asts | Estadísticas 18 Luciana Delabarba 10 Celia Fiorotto 6 Luciana Delabarba | Pabellón: Ginásio do Tênis Clube |  |

## Primer torneo

### Primera fase
| Equipo | Equipo                | PJ | PG | PP | Pts |
| ------ | --------------------- | -- | -- | -- | --- |
| 1.º    | Quimsa                | 8  | 7  | 1  | 15  |
| 2.°    | Deportivo Berazategui | 8  | 5  | 3  | 13  |
| 3.°    | Obras Basket          | 8  | 4  | 4  | 12  |
| 4.°    | Tomás de Rocamora     | 8  | 3  | 5  | 11  |
| 5.°    | Vélez Sarsfield       | 8  | 1  | 7  | 9   |

|  |                                        |
|  | Clasificados al final four.            |
|  | Disputan partido por el cuarto puesto. |

| Obras Basket          | 64 - 58 | Quimsa                | Obras Sanitarias        | 9 de marzo  | 21:00 |
| Tomás de Rocamora     | 73 - 52 | Deportivo Berazategui | Julio César Paccagnella | 9 de marzo  | 21:00 |
| Vélez Sarsfield       | 62 - 76 | Quimsa                | Víctor Barba            | 10 de marzo | 20:00 |
| Deportivo Berazategui | 69 - 59 | Obras Basket          | Deportivo Berazategui   | 15 de marzo | 21:00 |
| Quimsa                | 83 - 60 | Tomás de Rocamora     | Ciudad                  | 16 de marzo | 21:00 |
| Deportivo Berazategui | 77 - 42 | Vélez Sarsfield       | Deportivo Berazategui   | 17 de marzo | 20:00 |
| Tomás de Rocamora     | 65 - 60 | Obras Basket          | Julio César Paccagnella | 22 de marzo | 21:00 |
| Quimsa                | 64 - 57 | Deportivo Berazategui | Ciudad                  | 23 de marzo | 21:00 |
| Obras Basket          | 71 - 67 | Vélez Sarsfield       | Obras Sanitarias        | 24 de marzo | 20:00 |
| Tomás de Rocamora     | 51 - 81 | Quimsa                | Julio César Paccagnella | 27 de marzo | 21:00 |
| Vélez Sarsfield       | 70 - 66 | Tomás de Rocamora     | Víctor Barba            | 29 de marzo | 21:00 |
| Deportivo Berazategui | 58 - 63 | Quimsa                | Deportivo Berazategui   | 29 de marzo | 21:30 |
| Vélez Sarsfield       | 53 - 59 | Obras Basket          | Víctor Barba            | 2 de abril  | 20:00 |
| Quimsa                | 73 - 65 | Obras Basket          | Ciudad                  | 6 de abril  | 21:00 |
| Deportivo Berazategui | 80 - 58 | Tomás de Rocamora     | Deportivo Berazategui   | 6 de abril  | 21:30 |
| Vélez Sarsfield       | 48 - 81 | Deportivo Berazategui | Víctor Barba            | 7 de abril  | 20:00 |
| Tomás de Rocamora     | 74 - 64 | Vélez Sarsfield       | Julio César Paccagnella | 12 de abril | 21:00 |
| Obras Basket          | 46 - 67 | Deportivo Berazategui | Obras Sanitarias        | 14 de abril | 20:00 |
| Quimsa                | 85 - 48 | Vélez Sarsfield       | Ciudad                  | 18 de abril | 21:00 |
| Obras Basket          | 72 - 56 | Tomás de Rocamora     | Obras Sanitarias        | 18 de abril | 21:00 |

### Play-offs; Reclasificación y Final Four
|  | Reclasificación | Reclasificación   | Reclasificación       | Reclasificación   | Reclasificación |    |    | Semifinales | Semifinales | Semifinales |  |     | Final                 | Final | Final |  |
|  |                 |                   |                       |                   |                 |    |    |             |             |             |  |     |                       |       |       |  |
|  |                 |                   |                       |                   |                 |    |    |             |             |             |  |     |                       |       |       |  |
|  |                 |                   |                       |                   |                 |    |    |             |             |             |  |     |                       |       |       |  |
|  |                 |                   |                       |                   |                 |    |    |             |             |             |  |     |                       |       |       |  |
|  |                 |                   |                       |                   |                 |    |    |             |             |             |  |     |                       |       |       |  |
|  |                 | 1.°               | Quimsa                | 80                |                 |    |    |             |             |             |  |     |                       |       |       |  |
|  |                 |                   |                       |                   |                 |    |    |             |             |             |  |     |                       |       |       |  |
|  |                 |                   | 4.°                   | Tomás de Rocamora | 44              |    |    |             |             |             |  |     |                       |       |       |  |
|  | 4.°             | Tomás de Rocamora | 4.°                   | Tomás de Rocamora | 44              | 81 | 68 | —           |             |             |  |     |                       |       |       |  |
|  | 4.°             | Tomás de Rocamora |                       |                   |                 |    |    | —           |             |             |  |     |                       |       |       |  |
|  | 5.°             | Vélez Sarsfield   | 50                    | 67                | —               |    |    |             |             |             |  |     |                       |       |       |  |
|  | 5.°             | Vélez Sarsfield   | 50                    | 67                | —               |    |    |             |             |             |  | 2.° | Deportivo Berazategui | 57    |       |  |
|  |                 |                   |                       |                   |                 |    |    |             |             |             |  | 2.° | Deportivo Berazategui | 57    |       |  |
|  |                 |                   | 1.°                   | Quimsa            | 45              |    |    |             |             |             |  |     |                       |       |       |  |
|  |                 |                   | 1.°                   | Quimsa            | 45              |    |    |             |             |             |  |     |                       |       |       |  |
|  |                 |                   |                       |                   |                 |    |    |             |             |             |  |     |                       |       |       |  |
|  |                 |                   |                       |                   |                 |    |    |             |             |             |  |     |                       |       |       |  |
|  |                 | 2.°               | Deportivo Berazategui | 77                |                 |    |    |             |             |             |  |     |                       |       |       |  |
|  |                 |                   |                       |                   |                 |    |    |             |             |             |  |     |                       |       |       |  |
|  |                 |                   | 3.°                   | Obras Basket      | 66              |    |    |             |             |             |  |     |                       |       |       |  |
|  |                 |                   | 3.°                   | Obras Basket      | 66              |    |    |             |             |             |  |     |                       |       |       |  |
|  |                 |                   |                       |                   |                 |    |    |             |             |             |  |     |                       |       |       |  |
|  |                 |                   |                       |                   |                 |    |    |             |             |             |  |     |                       |       |       |  |
|  |                 |                   |                       |                   |                 |    |    |             |             |             |  |     |                       |       |       |  |
|  |                 |                   |                       |                   |                 |    |    |             |             |             |  |     |                       |       |       |  |

Nota: el equipo ubicado en la primera línea obtuvo la ventaja de localía en la reclasificación y la localía en el Final Four.

#### Reclasificación
| 23 de abril, 21:00 | Vélez Sarsfield                                                 | 50–81                | Tomás de Rocamora                                               | Buenos Aires                                                                                    |  |  |
|                    | Parciales: 6-25, 20-17, 11-19, 13-20                            |                      |                                                                 |                                                                                                 |  |  |
|                    | Estadísticas Luana Garay 15 Valentina Silva 12 Sofía Castillo 1 | Reporte Pts Reb Asts | Estadísticas 17 Ornela Pag 12 Sabrina Scevola 4 Sabrina Scevola | Pabellón: Estadio Víctor Barba Árbitros: * Florencia Benzer * Karina Baccarelli * Carla Domingo |  |  |
| Serie: 0 - 1       |                                                                 |                      |                                                                 |                                                                                                 |  |  |
|                    |                                                                 |                      |                                                                 |                                                                                                 |  |  |

| 27 de abril, 20:00 | Tomás de Rocamora                                             | 68–67                | Vélez Sarsfield                                                            | Concepción del Uruguay                                                                                  |  |  |
|                    | Parciales: 15-15, 14-20, 19-18, 20-14                         |                      |                                                                            | |  |  |
|                    | Estadísticas Camila Suárez 25 Sabrina Scevola 12 Onella Pag 8 | Reporte Pts Reb Asts | Estadísticas 21 Malena Velasco Sosa 16 Alejandra Alonso 3 Alejandra Alonso | Pabellón: Estadio Julio César Paccagnella Árbitros: * Carolina Quiroga * Erica Aragona * Nadia González |  |  |
| Serie: 2 - 0       |                                                               |                      |                                                                            | |  |  |
|                    |                                                               |                      |                                                                            | |  |  |

#### Final Four
Semifinales
| 4 de abril, 19:00 | Quimsa                                                             | 80–44                | Tomás de Rocamora                                                         | Buenos Aires                                                                                   |  |
|                   | Parciales: 13-15, 17-6, 23-10, 27-13                               |                      |                                                                           |                                                                                                |  |
|                   | Estadísticas Julieta Mungo 21 Julieta Mungo 12 Luciana Delabarba 4 | Reporte Pts Reb Asts | Estadísticas 12 Antonella González 9 Sabrina Scevola 4 Antonella González | Pabellón: Microestadio River Plate Árbitros: * Florencia BENZER * Carla Domingo * Erica D'Orsi |  |

| 4 de abril, 21:00 | Deportivo Berazategui                                                | 77–66                | Obras Basket                                                             | Buenos Aires                                                                                      |  |
|                   | Parciales: 21-19, 28-9, 9-21, 19-17                                  |                      |                                                                          |                                                                                                   |  |
|                   | Estadísticas María Juiordhuil 25 María Juiordhuil 10 Natacha Pérez 3 | Reporte Pts Reb Asts | Estadísticas 22 Belén Echaverría 14 Agustina Burani 6 Florencia Martínez | Pabellón: Microestadio River Plate Árbitros: * Karina Baccarelli * Erica Aragona * Daniela Medero |  |

Final
| 5 de abril, 21:00 | Deportivo Berazategui                                              | 57–45                | Quimsa                                                               | Buenos Aires |  |
|                   | Parciales: 16-17, 12-14, 14-8, 15-6                                |                      |                                                                      | |  |
|                   | Estadísticas Natacha Pérez 19 María Juiordhuil 7 Agustina García 5 | Reporte Pts Reb Asts | Estadísticas 10 Celia Fiorotto 12 Celia Fiorotto 5 Luciana Delabarba | Pabellón: Microestadio River Plate Árbitros: * Florencia Benzer * Karina Baccarelli * Érica Aragona Televisión: DeporTV |  |

## Segundo torneo

### Primera fase
| Equipo | Equipo                | PJ | PG | PP | Pts |
| ------ | --------------------- | -- | -- | -- | --- |
| 1.º    | Quimsa                | 8  | 7  | 1  | 15  |
| 2.°    | Vélez Sarsfield       | 8  | 5  | 3  | 13  |
| 3.°    | Obras Basket1         | 8  | 3  | 5  | 11  |
| 4.°    | Tomás de Rocamora1    | 8  | 3  | 5  | 11  |
| 5.°    | Deportivo Berazategui | 8  | 2  | 6  | 10  |

|  |                                        |
|  | Clasificados al final four.            |
|  | Disputan partido por el cuarto puesto. |

1: El desempate entre Obras Basket y Tomás de Rocamora se definió por los enfrentamientos entre los equipos. Como ambos ganaron un encuentro, se sumaron los puntos obtenidos por cada equipo en cada partido y Obras ganó la serie 171 a 170.
| Tomás de Rocamora     | 56 - 61 | Vélez Sarsfield       | Julio César Paccagnella | 18 de mayo  | 18:00 |
| Quimsa                | 71 - 61 | Tomás de Rocamora     | Ciudad                  | 24 de mayo  | 21:00 |
| Quimsa                | 62 - 53 | Obras Basket          | Ciudad                  | 26 de mayo  | 19:00 |
| Deportivo Berazategui | 78 - 80 | Obras Basket          | Deportivo Berazategui   | 30 de mayo  | 21:00 |
| Vélez Sarsfield       | 63 - 57 | Tomás de Rocamora     | Víctor Barba            | 1 de junio  | 18:00 |
| Deportivo Berazategui | 66 - 74 | Vélez Sarsfield       | Deportivo Berazategui   | 4 de junio  | 21:00 |
| Obras Basket          | 62 - 65 | Deportivo Berazategui | Obras Sanitarias        | 6 de junio  | 21:00 |
| Tomás de Rocamora     | 74 - 72 | Quimsa                | Julio César Paccagnella | 9 de junio  | 19:00 |
| Obras Basket          | 75 - 60 | Vélez Sarsfield       | Obras Sanitarias        | 11 de junio | 21:00 |
| Deportivo Berazategui | 54 - 60 | Quimsa                | Deportivo Berazategui   | 11 de junio | 21:00 |
| Deportivo Berazategui | 72 - 52 | Tomás de Rocamora     | Deportivo Berazategui   | 13 de junio | 21:00 |
| Obras Basket          | 71 - 87 | Quimsa                | Obras Sanitarias        | 17 de junio | 21:00 |
| Vélez Sarsfield       | 63 - 69 | Quimsa                | Víctor Barba            | 18 de junio | 21:00 |
| Tomás de Rocamora     | 65 - 58 | Deportivo Berazategui | Julio César Paccagnella | 19 de junio | 20:00 |
| Quimsa                | 84 - 69 | Deportivo Berazategui | Ciudad                  | 21 de junio | 21:00 |
| Tomás de Rocamora     | 79 - 82 | Obras Basket          | Julio César Paccagnella | 22 de junio | 19:00 |
| Quimsa                | 62 - 54 | Vélez Sarsfield       | Ciudad                  | 23 de junio | 19:00 |
| Vélez Sarsfield       | 70 - 62 | Deportivo Berazategui | Víctor Barba            | 25 de junio | 21:00 |
| Obras Basket          | 89 - 91 | Tomás de Rocamora     | Obras Sanitarias        | 25 de junio | 21:00 |
| Vélez Sarsfield       | 68 - 61 | Obras Basket          | Víctor Barba            | 27 de junio | 21:00 |

### Play-offs; Reclasificación y Final Four
|  | Reclasificación | Reclasificación       | Reclasificación | Reclasificación       | Reclasificación |    |    | Semifinales | Semifinales | Semifinales |  |     | Final  | Final | Final |  |
|  |                 |                       |                 |                       |                 |    |    |             |             |             |  |     |        |       |       |  |
|  |                 |                       |                 |                       |                 |    |    |             |             |             |  |     |        |       |       |  |
|  |                 |                       |                 |                       |                 |    |    |             |             |             |  |     |        |       |       |  |
|  |                 |                       |                 |                       |                 |    |    |             |             |             |  |     |        |       |       |  |
|  |                 |                       |                 |                       |                 |    |    |             |             |             |  |     |        |       |       |  |
|  |                 | 1.°                   | Quimsa          | 77                    |                 |    |    |             |             |             |  |     |        |       |       |  |
|  |                 |                       |                 |                       |                 |    |    |             |             |             |  |     |        |       |       |  |
|  |                 |                       | 5.°             | Deportivo Berazategui | 63              |    |    |             |             |             |  |     |        |       |       |  |
|  | 4.°             | Tomás de Rocamora     | 5.°             | Deportivo Berazategui | 63              | 56 | 54 | —           |             |             |  |     |        |       |       |  |
|  | 4.°             | Tomás de Rocamora     |                 |                       |                 |    |    | —           |             |             |  |     |        |       |       |  |
|  | 5.°             | Deportivo Berazategui | 70              | 67                    | —               |    |    |             |             |             |  |     |        |       |       |  |
|  | 5.°             | Deportivo Berazategui | 70              | 67                    | —               |    |    |             |             |             |  | 1.° | Quimsa | 108   |       |  |
|  |                 |                       |                 |                       |                 |    |    |             |             |             |  | 1.° | Quimsa | 108   |       |  |
|  |                 |                       | 2.°             | Vélez Sarsfield       | 99              |    |    |             |             |             |  |     |        |       |       |  |
|  |                 |                       | 2.°             | Vélez Sarsfield       | 99              |    |    |             |             |             |  |     |        |       |       |  |
|  |                 |                       |                 |                       |                 |    |    |             |             |             |  |     |        |       |       |  |
|  |                 |                       |                 |                       |                 |    |    |             |             |             |  |     |        |       |       |  |
|  |                 | 2.°                   | Vélez Sarsfield | 58                    |                 |    |    |             |             |             |  |     |        |       |       |  |
|  |                 |                       |                 |                       |                 |    |    |             |             |             |  |     |        |       |       |  |
|  |                 |                       | 3.°             | Obras Basket          | 51              |    |    |             |             |             |  |     |        |       |       |  |
|  |                 |                       | 3.°             | Obras Basket          | 51              |    |    |             |             |             |  |     |        |       |       |  |
|  |                 |                       |                 |                       |                 |    |    |             |             |             |  |     |        |       |       |  |
|  |                 |                       |                 |                       |                 |    |    |             |             |             |  |     |        |       |       |  |
|  |                 |                       |                 |                       |                 |    |    |             |             |             |  |     |        |       |       |  |
|  |                 |                       |                 |                       |                 |    |    |             |             |             |  |     |        |       |       |  |

Nota: el equipo ubicado en la primera línea obtuvo la ventaja de localía en la reclasificación y la localía en el Final Four.

#### Reclasificación
| 2 de julio, 20:00 | Deportivo Berazategui                                          | 70–56                | Tomás de Rocamora                                                 | Berazategui                                                                                       |  |  |
|                   | Parciales: 16-18, 20-13, 17-19, 17-6                           |                      |                                                                   |                                                                                                   |  |  |
|                   | Estadísticas Natacha Pérez 17 Natacha Pérez 9 Macarena Durso 8 | Reporte Pts Reb Asts | Estadísticas 17 Sabrina Scevola 14 Sabrina Scevola 2 Natalia Ríos | Pabellón: Estadio de Berazategui Árbitros: * Karina Vaccarelli * Florencia Benzer * Erica Aragone |  |  |
| Serie: 1 - 0      |                                                                |                      |                                                                   |                                                                                                   |  |  |
|                   |                                                                |                      |                                                                   |                                                                                                   |  |  |

| 5 de julio, 21:00 | Tomás de Rocamora                                              | 54–67                | Deportivo Berazategui                                                 | Concepción del Uruguay                                                                                  |  |  |
|                   | Parciales: 16-17, 11-19, 13-17, 14-14                          |                      |                                                                       | |  |  |
|                   | Estadísticas Natalia Ríos 17 Sabrina Scevola 13 Natalia Ríos 4 | Reporte Pts Reb Asts | Estadísticas 24 Macarena Durso 14 María Juiordhuil 3 María Juiordhuil | Pabellón: Estadio Julio César Paccagnella Árbitros: * Ezequiel Macías * Francisco Ratto * Noeli Sartori |  |  |
| Serie: 0 - 2      |                                                                |                      |                                                                       | |  |  |
|                   |                                                                |                      |                                                                       | |  |  |

#### Final Four
Semifinales
| 12 de julio, 19:00 | Quimsa                                                               | 77–63                | Deportivo Berazategui                                              | Buenos Aires                                                                                     |  |
|                    | Parciales: 13-18, 14-14, 28-13, 22-18                                |                      |                                                                    |                                                                                                  |  |
|                    | Estadísticas Andrea Boquete 20 Celia Fiorotto 18 Luciana Delabarba 4 | Reporte Pts Reb Asts | Estadísticas 19 María Juiordhuil 7 Macarena Durso 6 Macarena Durso | Pabellón: Estadio Obras Sanitarias Árbitros: * Karina Baccarelli * Carla Domingo * Noeli Sartori |  |

| 12 de julio, 21:00 | Vélez Sarsfield                                                     | 58–51                | Obras Basket                                                          | Buenos Aires                                                                                      |  |
|                    | Parciales: 13-13, 13-14, 12-10, 20-14                               |                      |                                                                       |                                                                                                   |  |
|                    | Estadísticas Ornella Santana 14 Ornella Santana 17 Isabel Latorre 5 | Reporte Pts Reb Asts | Estadísticas 13 Diana Cabrera 13 Agostina Burani 4 Amaiquen Siciliano | Pabellón: Estadio Obras Sanitarias Árbitros: * Silvia Barraza * Erica Aragona * Florencia Dearmas |  |

Final
| 13 de julio, 21:00 | Quimsa                                                            | 108–99               | Vélez Sarsfield                                                     | Buenos Aires |  |
|                    | Parciales: 17-11, 16-16, 23-20, 12-21 (T.E.: 7-7, 8-8, 21-12)     |                      |                                                                     | |  |
|                    | Estadísticas Andrea Boquete 41 Celia Fiorotto 15 Regina Carosio 5 | Reporte Pts Reb Asts | Estadísticas 27 Ornella Santana 15 Ornella Santana 4 Isabel Latorre | Pabellón: Estadio Obras Sanitarias Árbitros: * Silvia Barraza * Noelí Sartori * Karina Baccarelli Televisión: DeporTV |  |